# جينا ويلكينسون
جينا ويلكينسون هي ممثلة كندية، ولدت في 10 مارس 1960 في فيكتوريا في كندا، وتوفيت في 30 ديسمبر 2010 في تورونتو في كندا بسبب سرطان عنق الرحم.

## وصلات خارجية
- جينا ويلكينسون على موقع IMDb (الإنجليزية)